# تخطيط قائم على اكتشاف
التخطيط القائم على الاكتشاف هو تقنية من تقنيات التخطيط ذكرت لأول مرة في مجلة هارفرد لإدارة الأعمال ضمن مقالة كتبها ريتا غونتر ماكغراث وإيان ماكميلان سنة 1995، ثم بدأ يُشار إليها بعد ذلك في عدد من الكتب والمقالات. وتتمثل فكرتها الرئيسة في أن الإنسان عندما يعمل في ميدان تتلاطمه أمواج من الارتياب، فلا بد من اتباع نهج يختلف عن النهج المتبع في تطبيقات التخطيط التقليدي. ففي التخطيط التقليدي، يحكم على سداد الخطة بمدى توافق التوقعات مع النتائج الفعلية. أما في التخطيط القائم على الاكتشاف، فمن المفترض أن تتغير ضوابط التخطيط بمجرد اكتشاف معلومات جديدة، ومن ثم فإن الخطة قابلة للتغيير في أي وقت. وفي التخطيط التقليدي، يكون من المناسب تمويل المشروع بالكامل حيث تتجه التوقعات إلى تحقيق نتيجة إيجابية. أما في التخطيط القائم على الاكتشاف، فلا ينبغي تحرير الأموال إلا بإتمام المراحل الأساسية أو نقاط المراقبة، والتي يمكن عندها إتاحة تمويل إضافي يقوم على التوقعات المنطقية التي تشير إلى النجاح المستقبلي. ووجد أن هناك أدوات تقليدية لإدارة المشاريع تعطي نتائج مضللة، ومنها نماذج بوابات المراحل أو استخدام الأدوات المالية لتقييم الابتكار، وهذا لأنها ليست مناسبة لحالة الارتياب التي تكون عليها المشاريع القائمة على الابتكار.

## القواعد الخمس
تنطوي الخطة القائمة على الاكتشاف على خمس قواعد أو أركان هي:
1. تعريف نجاح الخطة أو المبادرة، بما في ذلك بيان الدخل 'العكسي'
2. تقييم الأداء الاقتصادي مقارنة بالضوابط السوقية والتنافسية
3. تحديد مواصفات المتطلبات التشغيلية
4. توثيق الافتراضات
5. تحديد مواصفات نقاط المراقبة الرئيسة

باستخدام التخطيط القائم على الاكتشاف، غالبا ما يكون من الممكن تكرار الأفكار الواردة في الخطة، لتشجيع التجريب بأقل تكلفة ممكنة. وتتفق هذه المنهجية مع تطبيق منطق الخيارات العينية المستخدم في تخطيط الأعمال، والتي تنظر إلى المجازفة على أنها خيارات «عينية». والخيار العيني هو ذلك الاستثمار الصغير الذي يتم اليوم لشراء حق، ولكنه لا يٌلزم بمزيد من الاستثمارات في المستقبل.

## وصلات خارجية
- Web site with additional reference material